# Кузино (станция)
Ку́зино — участковая железнодорожная станция Екатеринбургского региона Свердловской железной дороги. Железнодорожный узел, расположенный на пересечении Транссибирской магистрали и ветки Чусовская — Кузино — Дружинино — Бердяуш — Бакал. Станция расположена в посёлке Кузино муниципального округа Первоуральск Свердловской области. Входит в Екатеринбургский центр организации работы железнодорожных станций ДЦС-2 Свердловской дирекции управления движением.

## История
Станция основана в 1909 году, при строительстве новой линии Пермь — Кунгур — Екатеринбург. Новая линия сократила перевозки на 117 вёрст, по сравнению с Уральской горнозаводской железной дорогой
В 1913 году акционерным обществом Западно-Уральской железной дороги начато строительство линии от Лысьвы до Бердяуша. 16 октября 1916 года дорога была открыта.

## Инфраструктура
Пассажирское обустройство состоит из трёх низких платформ, из которых две островные, к которым имеется проходы по пешеходным настилам со стороны вокзала. Со стороны Западного парка имеется одна низкая боковая платформа, с которой ежедневно осуществляется посадка и высадка пассажиров на пригородный поезд Кузино — Чусовская.
Станционные парки:
- Пермский пассажирский парк,
- Пермский грузовой парк,
- Западный парк (большинство путей на консервации).

К станции примыкают железнодорожные пути, переданные в ведение других подразделений владельца инфраструктуры:
- Кузинская дистанция пути (ПЧ-5),
- подменный пункт Эксплуатационного локомотивного депо Свердловск — Сортировочный (ТЧП-76),
- район контактной сети (ЭЧК-202) и тяговой подстанции (ЭЧЭ-205),
- Восстановительный поезд станции Кузино.

## Начальники станции
Список руководителей железнодорожной станции Кузино с 1932 года.
- Викулов Алексей Иванович (20.02.1932 — 07.04.1935), почётный железнодорожник
- Яглинский Александр Антонович (1936 — 19.09.1937)
- Горохов Степан Гаврилович (19.09.1937 — 15.12.1937)
- Постников Григорий Афанасьевич (27.12.1937 — 05.05.1938)
- Топычканов Алексей Андреевич
- Головко Казимир Павлович (01.02.1939 — 05.10.1939)
- Рябов Петр Егорович (15.10.1939 — 18.04.1942)
- Кириллов Николай Дмитриевич (18.04.1942 — 23.07.1942)
- Шестаков Георгий Силантьевич (23.03.1942 — 22.03.1946)
- Мальчинов Павел Яковлевич (22.03.1946 — 28.05.1949)
- Глухов Виктор Павлович
- Хоронжин Виктор Северьянович (27.08.1949 — 07.04.1955), почётный железнодорожник
- Малков Михаил Васильевич (23.08.1955 — 25.05.1956)
- Шиколенко Владимир Георгиевич (08.06.1956 — 15.06.1967)
- Самородов Анатолий Петрович (24.08.1967 — 29.06.1970)
- Будилин Николай Васильевич (16.07.1970 — 16.12.1976)
- Колмаков Анатолий Александрович (21.12.1976 — 27.11.2006), почётный железнодорожник
- Мельников Владимир Александрович (29.03.2007 — 28.02.2008)
- Кошкин Андрей Иванович (05.05.2008 — 14.10.2008)
- Колесников Павел Алексеевич (13.10.2008 — 12.09.2011)
- Мавлетов Вячеслав Ахметнурович (14.10.2011 — 12.09.2016)
- Попов Николай Алексеевич (13.09.2016 — 30.06.2017)
- Черепнева Юлия Владимировна (17.07.2017 — 12.01.2020)
- Мухитдинов Евгений Римович (13.01.2020 — 28.09.2021)
- Ягодин Антон Михайлович

(12.11.2021 — по наст.вр.)